# Karneval in Rio de Janeiro

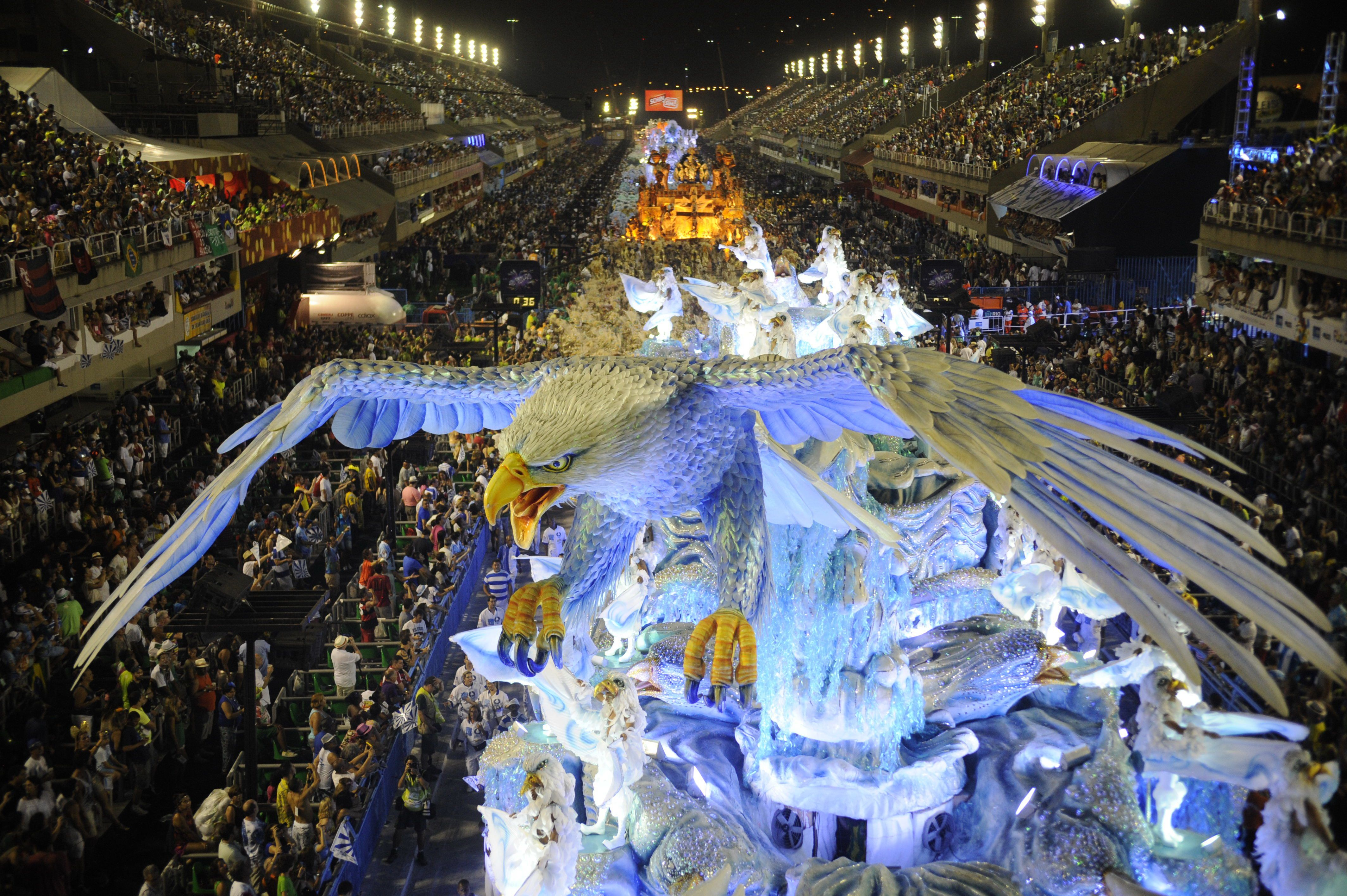
Festwagen (2014)

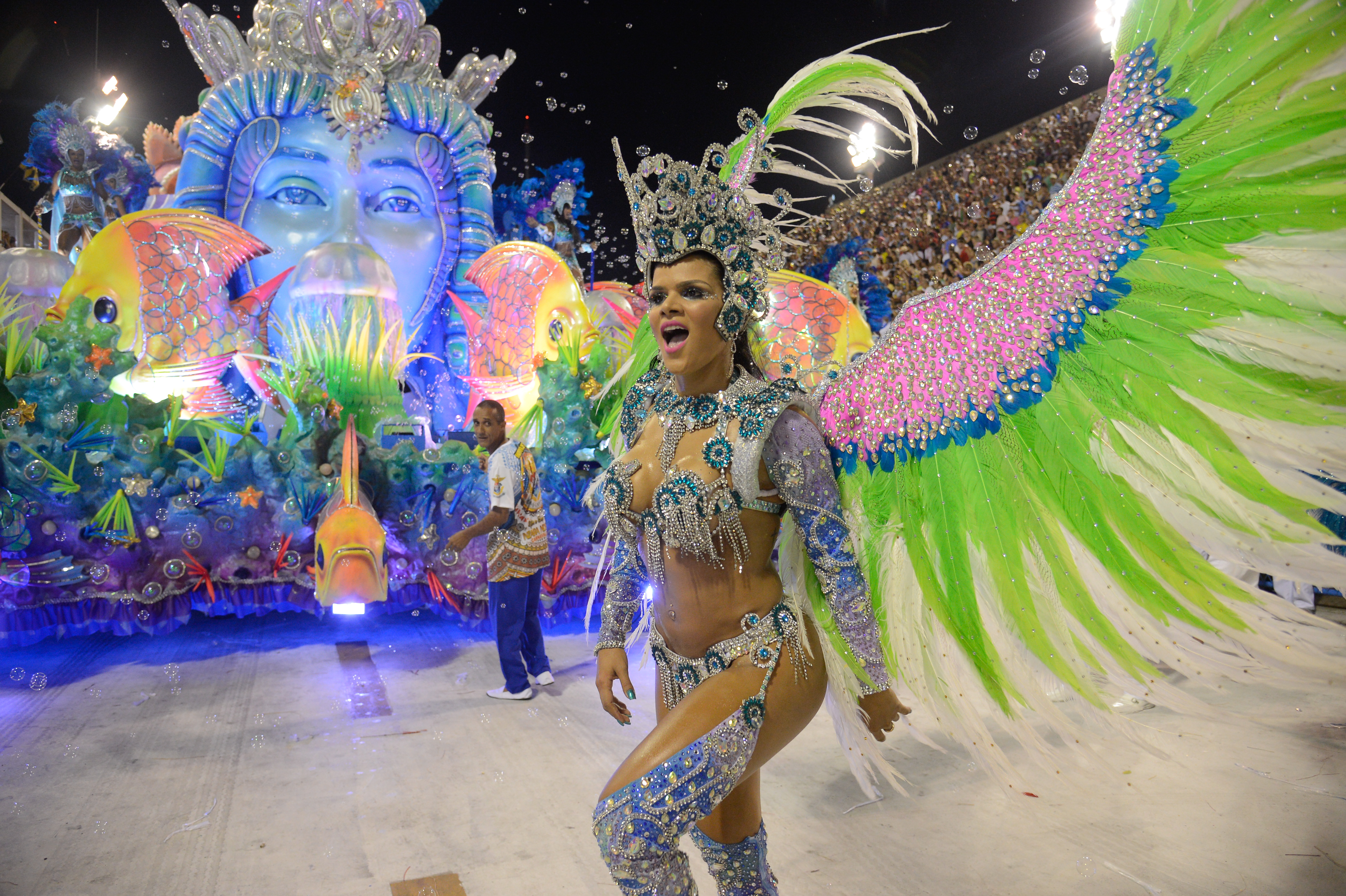
Tänzerin (2017)

Der Karneval in Rio de Janeiro (portugiesisch carnaval do Rio oder carnaval carioca) beginnt offiziell am Freitag vor Aschermittwoch und ist eine der Hauptattraktionen der Stadt. Die vielfarbige Parade der Sambaschulen gehört zu den größten Festen der Welt.
Wegen der COVID-19-Pandemie in Brasilien und
weltweit fand er 2021 nicht statt.

## Geschichte
Der Karneval hat lokale Wurzeln in den 1640er Jahren und huldigte dem griechischen Weingott. Die heutige Form wurde von den Portugiesen 1840 als „Entrudo“ eingeführt. Damals wurden Polka und Walzer getanzt; der Samba kam erst 1917 durch den Einfluss afrikanischstämmiger Brasilianer hinzu.
In jüngerer Zeit ist der Karneval den zunehmenden Anfeindungen radikaler, fundamentalistischer Christen ausgesetzt. Angesprochen werden Themen wie Diversität, Homosexualität, Umweltschutz und Kunst, auch die in Brasilien stark ausgeprägte Gewalt gegen Frauen wird stärker thematisiert. Ein dunkelhäutiger Jesus Christus in einem Frauenkörper erregte den Zorn der katholischen Kirche:

„Die Sambaschule Mangueira aus Rio de Janeiro betreibt Blasphemie und geht sogar soweit zu sagen, dass unser Herr den Körper einer Frau hat! Wir werden mit lauter Stimme sagen: Nein zu diesem kulturellen Marxismus, nein zu Mangueira, nein zur Verunstaltung von unserem Herrn Jesus Christus.“

Der frühere Bürgermeister, Marcelo Crivella, ein Evangelikaler, blieb seit 2017 der Zeremonie fern, halbierte den finanziellen Beitrag der Stadt für 2018 und überließ die Schlüsselübergabe dem Leiter des städtischen Tourismusbüros. Er bezeichnete 2017 den Karneval wegen seiner Wurzeln in afrobrasilianischen Religionen als „unchristlichen Exzess“. Für den Karneval 2020 strich Crivella den Veranstaltern alle staatlichen Zuschüsse. Andererseits wurde der Karneval in seinen Darbietungen selbstbewusster und politischer.
Der für Freitag, 21. – Mittwoch, 26. Februar 2021 angekündigte Karneval wurde am 24. September 2020 vom Chef des Sambaschulen-Verbandes Liesa, Jorge Castanheira wegen der COVID-19-Pandemie in Brasilien abgesagt und auf unbestimmte Zeit verschoben.

## Eröffnungsritual, Rahmenbedingungen
Die Stadtverwaltung übergibt König Momo, der Symbolfigur des Karnevals, einen übergroßen Schlüssel. In blauem Kostüm mit „Rei Momo“-Schärpe, begleitet von der Karnevalskönigin und zwei Prinzessinnen, erklärt er den Karneval für eröffnet.

## Organisation und Sambaschulen
Der Karneval wird vom Tourismusbüro der Stadt in Zusammenarbeit mit der Liga der Sambaschulen Liga Independente das Escolas de Samba do Rio de Janeiro (LIESA) organisiert. Aber auch die übertragenden Fernsehsender sprechen meist ein Wort mit.
Jede Escola de Samba wählt jährlich ein bestimmtes Thema, entsprechend werden dann die Festwagen dekoriert und die Kostüme darauf abgestimmt. Danach werden Einzelheiten, wie Rhythmus, Choreographie, Präsentation, Zusammenspiel der Gruppe etc., abgestimmt. Die meisten der prächtig kostümierten Könige, Königinnen, Prinzessinnen und Baianas (in den weiten, weißen Trachten bahianischer Frauen) haben das ganze Jahr über hart gearbeitet, um sich die Kostüme leisten zu können, die sie hier für nur wenige Stunden tragen.
Jedes Jahr steigt eine Schule – alle sind, wie beim Fußball, in insgesamt vier Ligen aufgeteilt – mit der besten Punktzahl aus der Ersten Liga in die Grupo Especial auf. Für die Gewinner der Grupo Especial gibt es einen Geldpreis, fast noch wichtiger ist jedoch die Ehre, Mitglied einer Gewinnerschule in dieser Gruppe zu sein.

## Reihenfolge und Bewertung
Die Reihenfolge der einzelnen Paraden der Grupo Especial wird durch das Los bestimmt, es treten Karnevalssonntag und -montag jeweils 6 Sambaschulen auf. Jede dieser Escolas tritt mit 69 bis 420 Teilnehmern an, aufgeteilt in bis zu 40 Gruppen mit 5 bis 8 Festzugswagen (die aus Sicherheitsgründen nur von Hand gezogen werden dürfen), die jeweils genau 120 Minuten Zeit für ihre Parade bekommen (Änderung ab 2009). Ein Überschreiten, aber auch ein Unterschreiten dieses Zeitlimits kostet sie wertvolle Punkte.
Es werden „unter anderen die rhythmische Präzision der Trommler, die Art und Weise, in der Gesang, Trommelspiel und Tanz aufeinander abgestimmt sind, die künstlerische Umsetzung des Themas, die Präsentation der Fahnenträgerin (porta estandarte, die traditionell mit dem mestre sala jedem Zug vorangeht) und des ‚Zeremonienmeisters‘ (mestre sala) sowie die Geschlossenheit des Auftritts der escola insgesamt“ bewertet (Tiago de Oliveira Pinto und Dudu Tucci: Samba und Sambistas in Brasilien, Wilhelmshaven 1992, Seite 36).
Auf den Tribünen des nach Plänen von Oscar Niemeyer 1984 in nur 120 Tagen erbauten Sambódromo im Stadtteil Estácio haben 88.500 Zuschauer Platz. Die Paraden beginnen in der 700 Meter langen Arena jeweils um 21 Uhr und dauern pro Festtag etwa 10 Stunden. Das bedeutet, dass die letzte Parade bereits im Licht des folgenden Morgens durchgeführt wird.
Am Aschermittwoch gegen Mittag findet dann die Punkteauszählung (40 Punktrichter, jeweils 4 für die 10 Bewertungskategorien) statt, die in den TV-Kanälen im ganzen Land live übertragen wird. Die Siegesfeier wird wie bei einer Fußball-Weltmeisterschaft mit Feuerwerk und Freudenfesten der siegreichen Escola de Samba gebührend gefeiert. Auch die, die den zweiten oder dritten Platz belegen, bekommen Geld in die Vereinskasse.

## Die Vorbereitung
Die Karnevalsvorbereitungen für das nächstfolgende Jahr beginnen bereits direkt nach der jährlichen Parade und nehmen in jedem Verein Tausende Mitglieder als professionelle Mitarbeiter in Anspruch. Getragen werden die hohen Produktionskosten auch durch die privaten Sponsoren: Ihre persönlichen Kostüme, die von jedem Träger gekauft werden müssen, zahlen die Teilnehmer der Paraden selber.
Ein kleines Karnevalsmuseum innerhalb des Sambódromo, der übers ganze Jahr besichtigt werden kann, bietet mit seinem Englisch sprechenden Personal eine Möglichkeit, Tradition und Einzelheiten des Karnevals von Rio zu verstehen.

## Sonstiges
Auch in anderen brasilianischen Städten gibt es traditionsreiche Karnevalsumzüge.
Sehr bekannt sind der Karneval in Salvador da Bahia, der als größter Straßenkarneval der Welt gilt, und derjenige in Recife.